# ألان مينكين
ألان مينكين (بالإنجليزية: Alan Menken) هو عازف وكاتب أغانٍ أمريكي، ولد في 22 يوليو 1949. فاز بـ 8 جوائز أوسكار و11 جائزة غرامي وبجائزة 1 في توتي وإيمي؛ وهو واحد من 16 شخصاً فقط استطاعوا الحصول على الجوائز الأربع.

## وصلات خارجية
- ألان مينكين على موقع IMDb (الإنجليزية)
- ألان مينكين على موقع الموسوعة البريطانية (الإنجليزية)
- ألان مينكين على موقع ألو سيني (الفرنسية)
- ألان مينكين على موقع ميوزك برينز (الإنجليزية)
- ألان مينكين على موقع تيرنر كلاسيك موفيز (الإنجليزية)
- ألان مينكين على موقع أول موفي (الإنجليزية)
- ألان مينكين على موقع بوكس أوفيس موجو (الإنجليزية)
- ألان مينكين على موقع قاعدة بيانات برودواي على الإنترنت (الإنجليزية)
- ألان مينكين على موقع قاعدة بيانات الأفلام السويدية (السويدية)
- ألان مينكين على موقع أول ميوزيك (الإنجليزية)